# Kannazuki no miko
Kannazuki no miko (神無月の巫女? lett. "Sacerdotesse del mese senza dèi"), è un manga di Kaishaku, serializzato sulla rivista mensile Shōnen Ace della casa editrice giapponese Kadokawa Shoten. L'opera è in seguito stata raccolta in due volumi tankōbon. Un adattamento anime, prodotto da TNK e Rondo Robe e composto da 12 episodi, è stato trasmesso nel 2005.
Sebbene sia difficile identificare un genere unico per questo lavoro, non si può non ricordare che in Kannazuki no miko sono presenti sia i tipici di una serie mecha, che l'azione di uno shōnen, nonché la delicatezza di sentimenti di uno shōjo, ma soprattutto la relazione omosessuale fra le due protagoniste che fa rientrare Kannazuki no miko a pieno titolo fra le serie yuri.

## Tema
La serie presenta chiaramente molti elementi di tipo yuri. In particolare, la relazione che si instaura fra le due protagoniste rispecchia l'archetipo onēsama/kōhai, esattamente come avviene in altre serie quali Maria-sama ga miteru o Yami to Bōshi to Hon no Tabibito.
Attualmente, Kannazuki no miko è considerato una pietra miliare nell'universo yuri, in quanto per il momento è l'unica serie del genere a concludersi con un lieto fine per le due protagoniste, sebbene presente solo dopo i titoli di coda e, per tale motivo, spesso sconosciuto ai più.

## Trama
La storia di base, sia nel manga che nell'anime, verte sulle due protagoniste, Kurusugawa Himeko e Himemiya Chikane, rispettive reincarnazioni delle miko (sacerdotesse) del sole e della luna. Il loro compito è quello di opporsi a Yamata no Orochi, il leggendario serpente ad otto teste che da sempre minaccia la pace sulla Terra.
La leggenda narra dell'esistenza di un tempio sulla Luna, che serve per sigillare Yamata no Orochi, un male antico che non può essere distrutto o ucciso. Ciclicamente, Yamata no Orochi si risveglia, facendo crollare su se stesso il tempio. È allora che, sulla terra, si reincarnano le due Miko del Sole e della Luna, il cui unico scopo è risvegliare con il loro potere Ama no Murakumo (lett. "Spada del Paradiso"), affinché quest'entità leggendaria imprigioni nuovamente Yamata no Orochi nel tempio lunare e dia quindi vita ad un nuovo ciclo della rinascita. Il compito di accompagnare le due Sacerdotesse durante la loro preparazione è da sempre affidato alla famiglia Ōgami.
Come Ame no Murakumo si serve delle due Sacerdotesse del Sole e della Luna per tornare in vita e potersi opporre al suo atavico nemico, così Yamata no Orochi per riuscire nel suo intento di devastazione usa Otto Shinto (in questo caso, spiriti, entità), ciascuno rappresentante una delle sue teste e ciascuno accompagnato da un robot. Nel manga, attraverso le parole di Sister Miyako - la seconda fra gli Otto Shinto - la natura di tali Robot viene accomunata a quella di vere e proprie divinità.

## Personaggi

### Miko
Himeko Kurusugawa
Seiyuu: Noriko Shitaya
Sacerdotessa del Sole
Himeko è una ragazza di sedici anni la cui vita viene sconvolta dal risveglio di Yamata no Orochi. Infatti, è proprio a causa di ciò che la giovane scopre in realtà di essere la Sacerdotessa del Sole, il cui compito è riportare in vita insieme alla Sacerdotessa della Luna Ame no Murakumo.
Himeko ha un carattere dolce, positivo, semplice e timido, in linea con quello di una normalissima ragazza di Liceo. Da sempre, nutre una profonda devozione ed ammirazione per Chikane Himemiya, inconsapevole tuttavia dei sentimenti che la Sacerdotessa della Luna nutre nei suoi confronti. Fra le curiosità, va annoverata la passione di Himeko per la fotografia.
Chikane Himemiya
Seiyuu: Ayako Kawasumi
Sacerdotessa della Luna
Chikane Himemiya, esattamente come Himeko, è una giovane di sedici anni che si scopre costretta ad opporsi al potere di Yamata no Orochi in qualità di Sacerdotessa della Luna.
A differenza della sua compagna, Chikane ha un carattere molto forte, deciso e nobile. Infatti, la giovane discende da una famiglia di origini aristocratiche e per tale motivo è stata educata in maniera da eccellere in ogni cosa. Attorniata da uno stuolo di ammiratori e di ammiratrici, Chikane vive in maniera contrastata questo suo status sociale, in quanto barriera che le impedisce di vivere con serenità il rapporto con Himeko. Solo il risveglio di Yamata no Orochi e la conseguente consapevolezza di essere Sacerdotessa della Luna e compagna di Himeko in questa battaglia contro il male, riusciranno a colmare la lacuna che esiste fra le due, rendendo il loro rapporto paritario. Fra le curiosità che ruotano attorno a Chikane, va sottolineato come in molti, nella scuola, siano convinti che la giovane abbia una relazione con Ōgami Sōma. Inoltre Chikane ha una cotta per Himeko

### Gli otto Shinto
Tsubasa
Seiyuu: Yasunori Matsumoto
Primo Shinto
Tsubasa è il vero fratello di Sōma. È considerato il leader degli Shinto ed ovviamente il più potente del gruppo di guerrieri di Yamata no Orochi. Di lui si sa che ancora in giovane età uccise il padre per non sottostare alle sue angherie e poter nel contempo garantire un futuro migliore al fratello minore. Fu proprio lui, anzi, ad affidarlo alle cure della famiglia Ōgami, con la speranza che gli esponenti della dinastia che da sempre combatte Yamata no Orochi potessero cambiare il suo destino.
Suor Miyako
Seiyuu: Ikue Ohtani
Secondo Shinto
Si tratta di una giovane suora traviata dal potere di Yamata no Orochi. È anche la prima a entrare in battaglia contro le due Sacerdotesse, oltre ad essere la più potente dopo Tsubasa, nonché l'unica a porre Chikane di fronte alla verità dei sentimenti che la Sacerdotessa nutre per Himeko. Il suo territorio di azione verte intorno alle illusioni, di cui Suor Miyako è evidentemente signora. Rappresenta gli abbandonati da Dio.
Girochi
Seiyuu: Yasuyuki Kase
Terzo Shinto
È uno dei primi Shinto a scagliarsi contro le due Sacerdotesse del Sole e della Luna. Rappresenta il tipico bullo giapponese, di grossa stazza e le cui spalle sono circondate da catene che usa come armi. L'unica cosa che sembra davvero interessargli è la possibilità di avere un appuntamento con Himeko.
Rappresenta coloro che sono manipolati dalla guerra.
Corona
Seiyuu: Kana Ueda
Quarto Shinto
È un idolo pop che, a causa degli insuccessi nel mondo dello spettacolo si scopre vittima delle attenzioni sessuali del suo manager. Sono proprio delusione e tradimento gli elementi della sua vita che la condurranno ad abbracciare il volere di Yamata no Orochi come sua Shinto.
Rappresenta coloro che hanno visto i propri sogni infrangersi.
Reiko Ōta
Seiyuu: Mamiko Noto
Quinto Shinto
Contraddistinta da una forte asocialità, Reiko è una mangaka che si unisce al gruppo degli Shinto di Yamata no Orochi quando comprende che, nonostante tutti i suoi sforzi, i suoi lavori resteranno sempre mediocri.
Rappresenta i feriti dal fallimento.
Nekoko
Seiyuu: Ai Nonaka
Sesto Shinto
È una ragazzina che presenta gli elementi tipici di un gatto (in giapponese, neko). Veste l'uniforme tipica di un'infermiera e va spesso in giro con una siringa di enormi dimensioni. Di lei si scoprirà come sia stata vittima di un esperimento medico.
Rappresenta coloro verso i quali non è stata mostrata pietà.
Sōma Ōgami
Seiyuu: Junji Majima
Settimo Shinto
È l'unico Shinto della Coorte di Yamata no Orochi a riuscire ad opporre resistenza alla divinità, divenendo il protettore di Chikane ed Himeko. A dargli la forza necessaria per opporsi al suo destino è proprio l'amore che il giovane nutre nei confronti di Himeko. Cresciuto dalla famiglia Ōgami per volere del fratello di sangue Tsubasa, è insieme a Chikane lo studente più brillante della loro scuola, tant'è vero che sono in molti a considerare i due una coppia. In realtà, Sōma è da sempre innamorato di Himeko e si tirerà indietro solo quando comprenderà la vera natura dei rapporti che esistono fra le due Sacerdotesse.
Chikane Himemiya
Seiyuu: Ayako Kawasumi
Ottavo Shinto
Oltre ad essere la Sacerdotessa della Luna, di fronte alla consapevolezza dei propri sentimenti per Himeko e ai ricordi della precedente incarnazione come Miko, Chikane si unirà al gruppo degli Shinto di Yamata no Orochi in qualità di sua ottava rappresentazione.
Il punto di svolta che segna l'inizio del suo cambiamento è la violenza sessuale compiuta su Himeko nell'ottavo episodio della serie.

### Personaggi secondari
Kazuki Ōgami
Seiyuu: Moichi Saito
È il fratello adottivo di Sōma, nonché l'ultimo esponente della famiglia Ōgami. In linea con i suoi predecessori, Kazuki veglia sulla preparazione di Himeko e Chikane sin dal momento in cui torna in vita Yamata no Orochi. Attraverso le sue parole, si scopre che la dinastia Ōgami discende dal primo sacerdote che si prese cura delle due incarnazioni delle Sacerdotesse del Sole e della Luna, affinché le due potessero risvegliare Ama no Murakumo.
Calmo e riflessivo, Kazuki sembra preoccuparsi molto per le sorti di Sōma. Inoltre, è il primo a comprendere i motivi che stanno alla base dell'incapacità delle due Miko di risvegliare Ame no Murakumo.
Yukihito
Seiyuu: Omi Minami
È un giovane assistente che presta i propri servizi nel Tempio della famiglia Ōgami. È anche il miglior amico e confidente di Sōma.
Otoha
Seiyuu: Chinami Nishimura
Otoha è sia la cameriera personale di Chikane, che la governante di casa Himemiya. Il suo modo di rapportarsi a Chikane è molto ambiguo e sebbene sia chiaramente segnato da un sentimento di devozione è anche ipotizzabile che tale sentimento abbia delle connotazioni romantiche. È una delle prime persone a rendersi conto di quanto profondo sia il legame che unisce Chikane ad Himeko, al punto da provare un'innata ed insana gelosia nei confronti della Sacerdotessa del Sole.
Makoto Saotome
Seiyuu: Ikue Ōtani
Makoto è la compagna di stanza di Himeko nel dormitorio della scuola. All'inizio della serie, viene ferita durante la prima manifestazione di Yamata no Orochi e a causa di ciò trascorrerà diverso tempo in ospedale.

## Manga
| Nº | Giapponese 「Kanji」 - Rōmaji              | Data di prima pubblicazione          | Data di prima pubblicazione |
| Nº | Giapponese 「Kanji」 - Rōmaji              | Giapponese                           |                             |
| 1  | 「神無月の巫女 (1)」 - Kannazuki no Miko 1 | 24 settembre 2004 ISBN 4-04-713666-2 |                             |
| 2  | 「神無月の巫女 (2)」 - Kannazuki no Miko 2 | 25 giugno 2005 ISBN 4-04-713731-6    |                             |

## Lista degli episodi

Scena della sigla iniziale dell'anime

| Nº | Titolo italiano (traduzione letterale) Giapponese 「Kanji」 - Rōmaji   | In onda          | In onda |
| Nº | Titolo italiano (traduzione letterale) Giapponese 「Kanji」 - Rōmaji   | Giapponese       |         |
| 1  | Paese di questo Mondo 「常世の国」 - Tokoyo no kuni                    | 2 ottobre 2004   |         |
| 2  | Sovrapposizione di Sole e Luna 「重なる日月」 - Kasanaru nichigetsu    | 9 ottobre 2004   |         |
| 3  | Conchiglia dell'amore segreto 「秘恋貝」 - Hirenkai                    | 16 ottobre 2004  |         |
| 4  | La direzione dell'affetto 「思い賜うや」 - Omoi tamauya                | 23 ottobre 2004  |         |
| 5  | Al di là dell'oscurità della notte 「夜闇を越えて」 - Yaan o koete     | 30 ottobre 2004  |         |
| 6  | Tu che sei il Sole 「日溜まりの君」 - Hidamari no kimi                 | 6 novembre 2004  |         |
| 7  | Pioggia nell'Inferno dell'amore 「恋獄に降る雨」 - Rengoku ni furu ame | 13 novembre 2004 |         |
| 8  | La Tempesta della Luna d'argento 「銀月の嵐」 - Gingetsu no arashi     | 20 novembre 2004 |         |
| 9  | All'Inferno 「黄泉比良坂へ」 - Yomi hikazaka e                         | 27 novembre 2004 |         |
| 10 | Invito all'amore e morte 「愛と死の招待状」 - Ai to shi no shōtaijō    | 4 dicembre 2004  |         |
| 11 | La danza delle spade 「剣の舞踏会」 - Ken no butōkai                   | 11 dicembre 2004 |         |
| 12 | Sacerdotesse del mese senza dèi 「神無月の巫女」 - Kannazuki no miko   | 18 dicembre 2004 |         |

## Colonna sonora
La colonna sonora è composta da due cd, pubblicati entrambi da Geneon.

### Kannazuki no miko Original Soundtrack

#### Titoli
1. Kannazuki no Miko
2. Subtitle
3. Souma no Tatakai ~ Kimi wo Mamoru Tome ni
4. Himeko no Theme
5. Kanashimi no Hate
6. Ankoku no Yami no Naka De
7. Chikane no Theme
8. Atatakana Hikaru
9. Garasu no Hana
10. Mayoi
11. Narukami ~Tsubasa no Theme
12. Unmei no Ito
13. Kanashii Kizuna
14. Chiisana Bara no Toge
15. Eyecatch A
16. Hikari no Naka De
17. Orochi no Mori no Tsumuji Kaze
18. Senkou no Kanata Ni
19. Setsunakute Kanashikute
20. Yuki no Sei
21. Arashi no Naka no Kessen
22. Himeko to Chikane
23. Shukumei no Honoo
24. Hikisakareru Omoi
25. Akumu to Kako
26. Hirusagari no Hanazono
27. Kanashimi no Hate (piano version)
28. Eyecatch B
29. Fuujin Raijin
30. Nekoko no Kakurenbo
31. Ten no Michibiku Mama ni
32. Arashi no Naka no Kessen (strings version)
33. Namida to Izumi
34. Souma to Tsubasa
35. Chikane no Theme
36. Yokoku

### Re-sublimity
Sigle di apertura e chiusura.

#### Titoli
1. Re-sublimity
2. Agony
3. Suppuration -core-
4. Re-sublimity
5. Agony